# اسید و باز لوییس
اسیدها و بازهای لوویس (به انگلیسی: Lewis acids and bases) در نظریه اسیدها و بازها به این صورت تعریف می‌شود که مولکولی که بتواند جفت الکترون غیر پیوندی از مولکول دیگری دریافت کند اسید و مولکول دهنده جفت الکترون باز است.این نظریه نخستین بار توسط دانشمند مشهور آمریکایی گیلبرت لوویس و در سال ۱۹۲۳ ارائه شد.